# Dogoia unguiculata
Dogoia unguiculata is een vlinder uit de familie van de Nachtpauwogen (Saturniidae), uit de onderfamilie van de Saturniinae.
De wetenschappelijke naam van de soort is voor het eerst gepubliceerd door Eugène Louis Bouvier in 1936.
De soort komt voor in Congo-Brazzaville, Congo-Kinshasa, Oeganda, Kenia en Tanzania.
De rups leeft op Ficus- en Aframomum-soorten.